# Jingmen
Jingmen (chiń. upr. 荆门市; chiń. trad. 荊門市; pinyin Jīngmén Shì) – miasto o statusie prefektury miejskiej w środkowych Chinach, w prowincji Hubei. W 2010 roku liczba mieszkańców miasta wynosiła 169 796. Prefektura miejska w 1999 roku liczyła 3 000 584 mieszkańców.

## Podział administracyjny
Prefektura miejska Jingmen podzielona jest na 5 jednostek administracyjnych:
- Dzielnice:
  - Dongbao (东宝区)
  - Duodao (掇刀区)

- Miasta na prawach powiatu:
  - Zhongxiang (钟祥市)
  - Jingshan (京山市)

- Powiat:
  - Shayang (沙洋县)

| Mapa                                                                      |
| ------------------------------------------------------------------------- |
| Dongbao Duodao Powiat · Shayang Jingshan · (miasto) Zhongxiang · (miasto) |